# Ракетные катера типа «Скьёльд»
Ракетные катера класса «Скьёльд» (норв. Skjold-klassen, читается «шёльд» — щит) — серия норвежских ракетных катеров 2000-х годов. 
Первый корабль этого класса был построен на верфи Kværner Mandal в 1999 году, ещё пять вошли в строй до 2013 года.

## Представители
| Название       | Номер | Закладка       | Спуск на воду    | Вступление в строй |
| -------------- | ----- | -------------- | ---------------- | ------------------ |
| Скьольд Skjold | P 960 | 4 августа 1997 | 22 сентября 1998 | 17 апреля 1999     |
| Сторм Storm    | P961  | Октябрь 2005   | 1 ноября 2006    | 20 февраля 2008    |
| Скудд Skudd    | P962  | Март 2006      | 30 апреля 2007   | Август 2008        |
| Стейль Steil   | P963  | Октябрь 2006   | 15 января 2008   | 5 июля 2011 год    |
| Глимт Glimt    | P964  | Май 2007       |                  | март 2012          |
| Гнист Gnist    | P965  | Декабрь 2007   |                  | 19 ноября 2012     |

Катер «Глимт» стал первым кораблем, который выполнил 10 октября 2012 года пуск серийной дозвуковой противокорабельной ракеты NSM на норвежском ракетном полигоне «Аннёйа» в дистрикте Вестеролен.